# ناوبری وب
ناوبری وب اشاره به عملیات ناوبری در یک شبکه از منابع اطلاعاتی در شبکه جهانی وب است که تحت عنوان ابرمتن یا hypermedia سازمان یافته‌است. رابط کاربری که برای انجام این کار استفاده می‌شود مرورگر وب نامیده می‌شود.
موضوع اصلی در طراحی وب توسعهٔ رابط ناوبری وب برای حداکثر کردن استفاده از قابلیت‌ها است.
شمای کلی ناوبری یک وبسایت شامل چندین قطعهٔ ناوبری از جمله جهانی، محلی، مکمل و ناوبری متنی است؛ همه این‌ها جنبه‌های حیاتی موضوع گسترده ناوبری وب هستند. سیستم‌های ناوبری سلسله مراتبی، چون سیستم ناوبری اولیه به‌شمار میایند، حیاتی هستند. این سیستم اجازه می‌دهد تا کاربر تنها با استفاده از سطوح در سایت حرکت کنند، که اغلب به عنوان یک محدودیت دیده می‌شود و نیازمند سیستم‌های ناوبری اضافی برای ساختار بهتر وب سایت است. ناوبری جهانی یک وب سایت هم به عنوان یکی دیگر از بخش‌های ناوبری وب سایت به عنوان طرح و الگویی به منظور حرکت آسان و مانور کاربرانی که به سایت دسترسی دارند، خدمت می‌کند، در حالی که ناوبری محلی اغلب در بخش‌های مشخصی از سایت به کاربران کمک می‌کند. همه این قطعات ناوبری تحت دسته‌بندی‌های مختلف ناوبری وب سایت، توسعه بیشتر و تجربهٔ کارآمد تری هنگام بازدید از یک صفحه وب را سبب می‌شوند.

## تاریخچه
ناوبری وب سایت با آغاز شبکه جهانی وب شروع شد. زمانی که Timothy Berners-Lee در سال ۱۹۸۹ ان را به وجود آورد. هنگامی که شبکه جهانی وب در دسترس آمده بود، ناوبری وب سایت به‌طور فزاینده ای تبدیل به یک جنبه مهم و نقش اساسی در کارها و زندگی روزمره شد. با یک سوم از جمعیت جهان که در حال حاضر از اینترنت استفاده می‌کنند، ناوبری وب یک کاربرد جهانی در تمام کارهایی که امروزه جامعهٔ جهانی در آن در درگیر است را دربردارد. ناوبری وب تنها محدود به کامپیوترها نیست، از آنجا که، گوشی‌های موبایل و تبلت‌ها راه‌های جدیدی برای دسترسی به اطلاعاتی که همواره در حال رشد هستند، اضافه کرده‌اند. تازه‌ترین موج فناوری که ناوبری وب را تحت تأثیر قرار داده به وجود آمدن و رشد گوشی‌های هوشمند است. همان‌طور که از ژانویه سال ۲۰۱۴، ۵۸ درصد از بزرگسالان آمریکای صاحب یک تلفن هوشمند هستند و این تعداد نسبت به سال‌های گذشته در حال افزایش است. ناوبری وب از فعالیت‌های محدود به چیزی که بسیاری از مردم در سراسر جهان به صورت روزانه انجام می‌دهند تکامل یافته‌است.

## انواع ناوبری وب
استفاده از ابزار ناوبری وبسایت به بازدیدکنندگان وبسایت اجازه می‌دهد تا بیشترین کارآمدی و کمترین نقص را تجربه کنند. یک سیستم ناوبری وبسایت مشابه یک نقشهٔ جاده ای است که بازدیدکنندگان صفحهٔ وب را قادر می‌سازد تا بخش‌های مختلف و اطلاعاتی که در سایت وجود دارد را بیاید.
انواع بسیار مختلفی از ناوبری وب وجود دارد:
- ناوبری سلسله مراتبی وب سایت

ساختار ناوبری وبسایت از حالت کلی به حالت‌های مشخص ساخته می‌شود. این کار یک مسیر ساده و مشخص به تمام صفحات وب از هرجایی در وبسایت را فراهم می‌کند.
- ناوبری سراسری وب سایت

ناوبری سراسری وب سایت بخش‌ها یا صفحات بالایی را نشان می‌دهد. در تمام صفحات در دسترس است و بخش‌ها / صفحات اصلی وب سایت را لیست می‌کند.
- ناوبری محلی وبسایت

ناوبری محلی لینک‌هایی در میان نوشته‌های موجود در یک صفحهٔ وب است که به دیگر صفحات در ان وبسایت متصل است.

## روش‌های ناوبری وب
ناوبری وب بین وب سایت‌های مختلف همچنین در یک وب سایت مشخص نیز ممکن است متفاوت باشد. دسترسی به روش‌های مختلف ناوبری به اطلاعات داخل وبسایت این اجازه را می‌دهد تا به راحتی و مستقیماً دریافت شوند. این موضوع همچنین دست بندی‌ها را متمایز می‌کند و سبب می‌شود تا خود سایت‌ها آن اطلاعاتی که مهم هستند به نمایش بگذارند و به کاربر این اجازه را می‌دهد تا به اطلاعات بیشتری که در سایت مطرح شده دسترسی داشته باشد. در سراسر جهان، فرهنگ‌های مختلفی که روش‌ها مخصوصی برای ناوبری وب را ایجاب می‌کند، با به وجود آوردن و توسعهٔ روش‌های ناوبری مختلف باعث تجربه ای بهتر و لذت بخش تر شده‌است.
- نوار ناوبری: یک نوار ناوبری (سیستم ناوبری ) یک بخش از یک سایت یا صفحه آنلاین است که برای کمک به حرکت بازدیدکنندگان در بین مستندات آنلاین، در نظر گرفته شده‌است.
- نقشه سایت: نقشه سایت یک لیست از صفحات یک وب سایت است که در دسترس موتورهای جستجو یا کاربران قرار دارد. این می‌تواند یک سند به هر فرمی که به عنوان ابزار برنامه‌ریزی برای طراحی وب استفاده می‌شود باشد، یا یک صفحه وب که صفحات وب سایت را لیست می‌کند که به صورت سلسله مراتبی سازمان یافته‌است.
- منوی کرکره ای: در انجام کارها با رابط گرافیکی کاربر یک منوی کرکره ای یا منوی کشویی یا لیست کشویی یک عنصر کنترل رابط گرافیکی کاربر ("ویجت" یا "کنترل") شبیه به یک لیست باکس است که به کاربر اجازه می‌دهد تا یکی از مقادیر لیست را انتخاب کند.
- منوی شناور: در انجام کارها با رابط گرافیکی کاربر، منویی که هنگام کلیک کردن یا نگه داشتن موس بر روی عناصر رابط گرافیکی کاربر (یا پایین یا به سمت) بیرون می‌آید منوی شناور نامیده می‌شود.[۹]
- لنگر اختصاص داده شده : یک عنصر لنگر به ان دلیل لنگر نامیده می‌شود که طراحان وب می‌توانند از ان استفاده کنند تا نشانی اینترنتی را در یک متن روی یک صفحهٔ وب نگه دارند هنگامی که کاربران، صفحهٔ وب را در یک مرورگر مشاهده می‌کنند، می‌توان روی ان متن کلیک کنند تا لینک فعال شده و صفحه ای که شامل ان آدرس اینترنتی هست را مشاهده کنند.[۱۰]

## طراحی ناوبری وب
چیزی که کار کردن در طراحی ناوبری را مشکل می‌کند، آن است که طراحی ناوبری می‌تواند بسیار متنوع و مختلف باشد. ناوبری میان چندین صفحهٔ اصلی در مقایسه با معماری‌های چند لایه در طراحی متفاوت است. همچنین محتوا می‌تواند بین کاربران وارد شده و کاربران وارد نشده یا حالت‌های دیگر متفاوت باشد. زیرا ناوبری بین وبسایت‌های مختلف بسیار متفاوت است، هیچ دستور العمل یا لیست مشخصی برای سازمان دهی ناوبری وجود ندارد. طراحی ناوبری تماماً دربارهٔ استفاده از معماری اطلاعات مناسب و بیان کردن مدل یا مفهوم مدل یا مفهوم اطلاعات استفاده شده در فعالیت‌هایی است که نیازمند جزئیات صریحی از سیستم‌های پیچیده‌است.

## آیندهٔ ناوبری وب

### ناوبری تطبیقی وب سایت
ناوبری تطبیقی وبسایت، روند آنلاین تغییرات در لینک‌های ناوبری وبسایت و طرح بندی آن را بر اساس اولویت‌های هر کاربر هنگام مرور سایت را بیان می‌کند. وبسایت‌های خلاق همواره در تلاش اند تا وب سایت را بر اساس الگوهای مرور کاربر به منظور پیدا کردن سریعتر و مؤثر تر اطلاعات مرتبط، شخصی‌سازی کنند. استفاده از آنالیز داده به سازندگان وبسایت این اجازه را می‌دهند تا الگوهای رفتاری یک کاربر را در زمانی که در سایت حرکت می‌کند، دنبال کند. اضافه کردن لینک‌های میانبر بین دو صفحه، تنظیم مجدد ایتم‌های لیست در یک صفحه و حذف کردن لینک‌های ناوبری نا مرتبط نمونه‌هایی از تغییرات تطبیقی هستند که می‌توانند به صورت آنلاین (بلادرنگ) پیاده‌سازی شوند. مزیت استفاده از تکنولوژی‌های تطبیقی در ناوبری وب آن است که زمان و تلاش ناوبری مورد نیاز برای کاربر جهت دستیابی به اطلاعات را کاهش می‌دهد. یک اشکال احتمالی آن است که کاربران ممکن است از تغییرات ناوبری محلی و سراسری از صفحه ای به صفحه ای دیگر سر در گم شوند.

## برای مطالعهٔ بیشتر
- Kalbach, James (2007), Designing Web Navigation 9780596528102 Worldcat
- Key principles of creating good website navigation
- Linda Tauscher and Saul Greenberg et al. © Copyright ACM 1997 retrieved 23/09/11
- Steven.Pemberton et al. Copyright is held by the author/owner retrieved 23/09/11
- Academia.edu short listA.Genest retrieved 23/09/11